# احتياطي غاز عالق
احتياطي الغاز العالق (بالإنجليزية: Stranded gas reserve)‏ يوجد في حقل الغاز الطبيعي الذي تم اكتشافه، إلا أنه يظل غير قابل للاستخدام سواء لأسباب طبيعية أو اقتصادية. فالغاز الذي يتم اكتشافه داخل بئر نفط يُعتبر عادة مثل الغاز المصاحب وفي النهاية ينفجر، ويعاد نشر الغاز مرة أخرى في آبار النفط للحفاظ على ضغط استخراجه أو تحويله إلى كهرباء باستخدام محركات تعمل بالغاز.

## الغاز العالق من الناحية الاقتصادية
يمكن أن يتم عزل احتياطي الغاز اقتصاديًا لأي من السببين الآتيين:
- قد يكون الاحتياطي بعيدًا عن السوق الخاص بالغاز الطبيعي، مما يجعل إنشاء خطوط الأنابيب باهظ التكاليف للغاية.
- قد يكون الاحتياطي في منطقة ما حيث يكون الطلب على الغاز متشبعًا وتكلفة تصديره بعد هذه المنطقة تكون كبيرة، ومثل هذا الاحتياطي يكون من الأرجح استغلاله مستقبلاً عند بدء نفاد الموارد الموجودة حاليًا.

## الغاز العالق فيزيائيًا
يُعد حقل الغاز العميق جدًا عند حفره أو الذي يكون تحت حاجز، عالقًا من الناحية الفيزيائية، ويزودنا التطور المستمر في تكنولوجيا الحفر بإمكانية الوصول إلى العديد من الحقول التي يصعب الوصول لها.

## أمثلة على الغاز العالق
يوجد في ألاسكا كمية كبيرة من احتياطي الغاز الطبيعي العالق في حقل خليج برودهو للنفط. حيث يوجد أكبر مصنع للغاز في الولايات المتحدة هناك لإعادة إدخال الغاز المصاحب في حقول النفط فقط. يتوقف تسويق الغاز على إكمال خط أنابيب الغاز في ألاسكا لحمله إلى 48 ولاية سفلى. وقد تأجل إنشاء خط الأنابيب بسبب توافر التكلفة المنخفضة للغاز الطبيعي في كندا وتطوير حقول الغاز غير التقليدي في 48 ولاية سفلى بالإضافة إلى النظر إلى الاعتبارات السياسية.
وفي كندا توجد كمية كبيرة من الغاز العالق في أرخبيل القطب الشمالي وبحر بيوفورت ودلتا ماكينزي. وسيتطلب تسويق هذا الغاز إكمال خط أنابيب وادي ماكينزي وذلك لإحضاره جنوبًا على طول نهر ماكينزي. وستقوم بعض الشركات بجمع هذا الغاز مع غاز ألاسكا وذلك عن طريق تدشين خط أنابيب من الشاطئ في المحيط المتجمد الشمالي من ولاية ألاسكا إلى دلتا نهر ماكينزي. ومن جانب حكومة ولاية ألاسكا فنجد أنها تقاوم مثل هذا الخيار لأنها تُفضل إحضار الغاز أولاً إلى جنوب الولاية ثم بعد ذلك تنقله عبر يوكون (إقليم) على طول طريق ولاية ألاسكا السريع. وفي أي من الحالتين، سيضخ خط الأنابيب في نظام التوزيع القاري في شمال ولاية ألبرتا.
وفي روسيا التي تضم أكبر مخزون احتياطي للغاز في العالم، يوجد الكثير من الغاز العالق في سيبيريا. وفي بعض الحالات، تكون أسهل طريقة لجلبه إلي السوق هي عن طريق النقل بخطوط الأنابيب عبر بيرنغ (مضيق) ثم ضخه في خط أنابيب الغاز المخصص لولاية ألاسكا. وهناك خيارات أخرى تتضمن نقله إلى جنوب الصين أو غرب أوروبا. ويوجد بديل آخر ألا وهو بناء محطات ضخ الغاز الطبيعي المسال (LNG) في الموانئ السيبيرية حيث يمكن شحنه على السفن لأي ميناء آخر في العالم به محطة إعادة التحويل إلى غاز.